# Ульпія Марціана
Ульпія Марціана (*Ulpia Marciana, 48 —29 серпня 112, Рим) — матрона часів Римської імперії.

## Життєпис
Походила з роду Ульпіїв. Донька Марка Ульпія Траяна, консула 70 року, та Марції Бареї. Старша сестра імператора Траяна. Приблизно у 65 році вийшла заміж за сенатора Гая Салонія Матідія Патруіна. Мала від нього доньку. Після смерті чоловіка у 78 році більше не виходила заміж.
Мала вплив при дворі свого брата. У 105 році отримала титул Августи. Її статуя була розміщена на Траяновій арці в Анконі поруч із Траяном та Помпеєю Плотіною.
Померла у 112 році, після чого була обожествлена. На її честь засновано місто Марціанополь у Мезії (сучасне місто Девня у Болгарії).

## Родина
Чоловік — Гай Салоній Матідій Патруін
Діти:
- Салоніна Матідія